# Prosotas auletes
Prosotas auletes är en fjärilsart som beskrevs av Waterhouse och Charles Lyell 1914. Prosotas auletes ingår i släktet Prosotas och familjen juvelvingar. Inga underarter finns listade i Catalogue of Life.